# خرشوف برقاوي
الخرشوف البرقاوي (الاسم العلمي:Cynara cyrenaica) هو نوع من النباتات يتبع جنس الخرشوف من الفصيلة النجمية. سمي هذا النوع نسبةً إلى منطقة برقة في ليبيا.